# Thaumatolpium longesetosum
Espèce
Thaumatolpium longesetosum est une espèce de pseudoscorpions de la famille des Garypinidae.

## Distribution
Cette espèce est endémique du Chili. Elle se rencontre dans les régions de Coquimbo et d'Atacama.

## Description
Les mâles mesurent de 1,7 à 2,5 mm et la femelle 2,6 mm.

## Publication originale
- Beier, 1964 : Die Pseudoscorpioniden-Fauna Chiles. Annalen des Naturhistorischen Museums in Wien, vol. 67, p. 307-375 (texte intégral).